# Frank Nagai

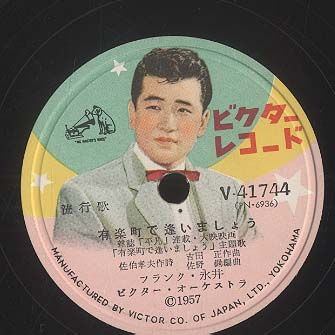
Étiquette du disque Yūrakuchō de Aimashō (1957) chanté par Frank Nagai.

Frank Nagai (フランク 永井), 18 mars 1932 – 27 octobre 2008) est un chanteur japonais connu pour son agréable voix basse. Son vrai nom est Kiyoto Nagai (永井清人, Nagai Kiyoto).

## Biographie
Frank Nagai naît à Matsuyama dans la préfecture de Miyagi au Japon. Il fait ses débuts en 1954 lorsqu'il est découvert par le compositeur Tadashi Yoshida (吉田正). Il connaît de nombreux succès avec des chansons telles que Yūrakuchō de Aimashō,  Tokyo Night Club, Kimi Koishi et Omae ni. Il apparaît également au cinéma, en particulier dans le film Nishi Ginza Eki Mae (1958) dont il interprète la chanson phare.
Il jouit d'une immense popularité en tant que chanteur au Japon. Il est crédité de la découverte de la chanteuse Kazuko Matsuo (松尾和子) qui devient plus tard très célèbre. Les deux se produisent souvent en duo.
Sa carrière de chanteur est réussie mais il tente de se suicider le 21 octobre 1985 par pendaison, affolé que sa maîtresse porte un enfant.
Il échappe à la mort mais cette tentative le laisse avec des dommages permanents au cerveau dont il ne se remet jamais.

## Chansons notables
- 1957 : Yūrakuchō de aimashō (有楽町で逢いましょう?)  lit. Amants à Yurakucho ou Let's Meet in Yurakuchô
- 1958 : Nishi Ginza ekimae (西銀座駅前?)
- 1958 : Tokyo of 3:00AM (東京午前三時, Tokyo Gozen Sanji?)
- 1959 : Tokyo Night Club (東京ナイト・クラブ Tokyo Night Club?)
- 1961 : I yearn for you (君恋し Kimi Koishi?)
- 1972 : For you (おまえに Omae Ni?)
- 1962 : Kiriko's Tango (霧子のタンゴ Kiriko no Tango?)
- 1966 : Osaka Roman (大阪ろまん?)
- Sixteen Tons (reprise)

## Filmographie sélective
- 1958 : Devant la gare de Ginza (西銀座駅前, Nishi Ginza ekimae?) de Shōhei Imamura : le chanteur
- 1968 : Meiji haru aki (明治はるあき?) de Heinosuke Gosho (chant)